# Cerisy
Cerisy é uma comuna francesa na região administrativa de Altos da França, no departamento de Somme. Estende-se por uma área de 10,93 km². Em 2010 a comuna tinha 537 habitantes (densidade: 49,1 hab./km²).